# William Graham Connare
William Graham Connare (* 11. Dezember 1911 in Pittsburgh, USA; † 12. Juni 1995) war ein US-amerikanischer Geistlicher und römisch-katholischer Bischof von Greensburg.

## Leben
William Graham Connare empfing am 14. Juni 1936 das Sakrament der Priesterweihe.
Am 23. Februar 1960 ernannte ihn Papst Johannes XXIII. zum Bischof von Greensburg. Der Apostolische Delegat in den Vereinigten Staaten, Erzbischof Egidio Vagnozzi, spendete ihm am 4. Mai desselben Jahres die Bischofsweihe; Mitkonsekratoren waren der Erzbischof von Detroit, John Francis Dearden, und der Bischof von Covington, Richard Henry Ackerman CSSp.
Am 20. Januar 1987 nahm Papst Johannes Paul II. das von William Graham Connare aus Altersgründen vorgebrachte Rücktrittsgesuch an.